# Coppa Agostoni 2024
De 77e editie van de wielerwedstrijd Coppa Agostoni vond plaats op 6 oktober 2024. De wedstrijd startte en finishte in Lissone en was 166,7 kilometer lang. De wedstrijd maakte deel uit van de UCI Europe Tour, met de categorie 1.1. De Zwitser Marc Hirschi won, voor de Fransen Romain Grégoire en Paul Lapeira.

## Uitslag
| Plaats  | Naam                   | Ploeg                         | Tijd     |
| ------- | ---------------------- | ----------------------------- | -------- |
| Winnaar | Marc Hirschi           | UAE Team Emirates             | 3u59'08" |
| 2       | Romain Grégoire        | Groupama-FDJ                  | z.t.     |
| 3       | Paul Lapeira           | Decathlon AG2R La Mondiale    | + 1"     |
| 4       | Alex Aranburu          | Movistar                      | + 9"     |
| 5       | Vincenzo Albanese      | Arkéa-B&B Hotels              | + 31"    |
| 6       | Mathieu Burgaudeau     | TotalEnergies                 | + 32"    |
| 7       | Aurélien Paret-Peintre | Decathlon AG2R La Mondiale    | z.t.     |
| 8       | Davide De Pretto       | Jayco AlUla                   | z.t.     |
| 9       | Filippo Conca          | Q36.5 Conti.                  | z.t.     |
| 10      | Alessandro Tonelli     | VF Group-Bardiani CSF-Faizanè | z.t.     |
| 11      | Andrea Vendrame        | Decathlon AG2R La Mondiale    | z.t.     |
| 12      | Marco Tizza            | Bingoal WB                    | + 33"    |
| 13      | Guillaume Martin       | Cofidis                       | z.t.     |
| 14      | Victor Lafay           | Decathlon AG2R La Mondiale    | + 44"    |
| 15      | Alberto Bettiol        | Astana Qazaqstan              | + 1'08"  |
| 16      | Filippo Magli          | VF Group-Bardiani CSF-Faizanè | z.t.     |
| 17      | Lorenzo Galimberti     | Biesse-Carrera                | z.t.     |
| 18      | Einer Rubio            | Movistar                      | z.t.     |
| 19      | Luca Vergallito        | Alpecin-Deceuninck            | z.t.     |
| 20      | Rafał Majka            | UAE Team Emirates             | + 1'09"  |
|         |                        |                               |          |
| 33      | Tim Wellens            | UAE Team Emirates             | + 8'58"  |